# Chase: Hollywood Stunt Driver
Chase: Hollywood Stunt Driver est un jeu vidéo d'action et de course développé par I-Imagine et édité par Bam! Entertainment, sorti en 2002 sur Xbox.

## Accueil
- Jeux vidéo Magazine : 7/20[1]
- Jeuxvideo.com : 13/20[2]